# Immaku
Immaku (est. Immaku järv) – jezioro w Estonii, w prowincji Võrumaa, w gminie Misso. Położone jest na północ od wsi Pulli. Ma powierzchnię 3,5 ha, linię brzegową o długości 857 m, długość 310 m i szerokość 190 m. Jest otoczone podmokłym lasem, połączone jest rowem z Saarjärv. Sąsiaduje z jeziorami Pulli järv, Saarjärv, Palojärv, Mägialonõ, Selsi Suujärv, Kärinä Kõrbjärv, Sõdaalonõ. Położone jest na obszarze chronionego krajobrazu Kisejärve maastikukaitseala.